# Atlet
Atlet ist ein Unternehmen, das Flurförderfahrzeuge für Hallen und Außenbereiche herstellt und vermarktet. Das Unternehmen bietet außerdem Dienstleistungen im Zusammenhang mit Flurförderfahrzeugen und Materialumschlag an, beispielsweise Logistikanalysen, Schulung und Service. Der Hauptsitz mit Produktions- und Schulungsanlagen befindet sich im schwedischen Mölnlycke, in der Nähe von Göteborg.
Im letzten eigenständigen Jahr, 2007, lag der Umsatz von Atlet AB bei 182 Mio. Euro.

## Geschichte
Knut Jacobsson gründete 1958 das Unternehmen Elitmaskiner in Göteborg. Damals stellte das Unternehmen ausschließlich Stapler für die Verwendung in Hallen her. 1966 benannte sich das Unternehmen in Atlet um.
Anfänglich stellte die Firma Handgabelhubwagen her. Um 1960 herum wurde der Markt von Elektrostaplern und Schubmaststaplern beherrscht. Knut Jacobsson hat dann den Deichselstapler erfunden, der eine vergleichbare Hubleistung wie der Schubmaststapler hatte, aber durch seine patentierten Seitenstabilisatoren in engeren Gängen eingesetzt werden konnte.
Atlet hat in den 1970ern mit der Schulung von Staplerfahrern begonnen. Die technische Entwicklung ging dann weiter mit der computerbasierten Simulation von Lagermanagement-Lösungen, Automatikstaplern und Mobilterminal-Systemen. Zwischen 1988 und 1994 war Atlet an Entwicklungsprojekten in Zusammenarbeit mit Ärzten und Ergotherapeuten beteiligt. Aus dieser Zusammenarbeit ging der Tergo® hervor, ein Schubmaststapler mit ergonomischen Lösungen wie zum Beispiel Mini-Lenkrad und individuell einstellbare Armstütze.
Im Jahr 2007 hatte Nissan Forklift – eine Tochtergesellschaft von Nissan – Atlet AB erworben. Nissan Motor Company gliederte den Industriemaschinenbereich 2010 aus. Nissan Forklift inkl. Atlet fusionierten am 1. April 2013 mit der TCM Corporation zu UniCarriers. 2015 wurde UniCarriers dann von Mitsubishi übernommen.